# Johan Sundberg (skytt)
Johan (John) Sundberg, född 20 december 1920 i Gävle, död 10 februari 2004 i Jättendal, var en svensk sportskytt, som deltog i två olympiska sommarspel, 1956 och 1964.
Sundberg nådde sina största framgångar i Melbourne 1956, där han blev bronsmedaljör i korthåll helmatch och var sexa i frigevär helmatch.